# Prasanta Chandra Mahalanobis
Prasanta Chandra Mahalanobis, em bengali:  প্রশান্ত চন্দ্র মহালানবিস, FRS (29 de junho de 1893 — 28 de junho de 1972) foi um cientista e estatístico indiano. É mais lembrado pela Distância de Mahalanobis, uma medida estatística. Fez estudos pioneiros na área da antropometria na Índia. Fundou o Instituto Estatístico Indiano.

## Vida pessoal
Mahalanobis pertencia à uma família bengali que vivia em Bikrampur (hoje em Bangladesh). Seu avô, Gurucharan (1833–1916), se mudou para Calcutá em 1854 e abriu um negócio em 1860. Gurucharan teve influência de Debendranath Tagore (1817–1905), pai do poeta ganhador do Prêmio Nobel, Rabindranath Tagore. Gurucharan esteve envolvido nos movimentos sociais da época, como o Brahmo Samaj, do qual foi tesoureiro e presidente.
Mahalanobis estudou em uma escola para garotos em Calcutá, formando-se em 1908. No Presidency College teve vários professores influentes, como Jagadish Chandra Bose. Em 1912, graduou-se com bacharelado em ciência e habilitação em física, indo para a Inglaterra no ano seguinte estudar na University of London.